# Baie de Pelorus
La baie de Pelorus, en anglais Pelorus Sound, en maori Te Hoiere, soit « la longue pagaie », est la plus importante ria des Marlborough Sounds, en Nouvelle-Zélande.
Mesurant plus de cinquante-cinq kilomètres de longueur, cette ria est dotée d'un littoral très découpé, dont les côtes mesurent près de cinq cent cinquante kilomètres. De nombreuses baies secondaires en parsèment les rives.
Alimentée par de nombreuses rivières dont la principale porte également les noms de Pelorus et de Te Hoiere, la baie de Pelorus, particulièrement en amont, est en conséquence dotée de propriétés hydrographiques particulières, notamment en termes de température de l'eau, de salinité et d'absence de houle. Ces caractéristiques ont aussi joué sur une absence d'érosion littorale durant des millénaires, figeant le trait de côte jusqu'à la venue de l'homme.
Certaines de ces conditions ont également favorisé l'implantation de fermes conchylicoles, spécialisées en particulier dans l'élevage de la moule verte de Nouvelle-Zélande, dont la baie assure à elle seule environ les deux tiers de la production nationale et mondiale. Le village d'Havelock, en tête de baie, est renommé pour cette production.

## Topographie
La baie de Pelorus est en réalité une ria longue d'environ 56 kilomètres. Sa côte est très découpée, mesurant environ 544 kilomètres de longueur,,. Avec ses dépendances, elle est trois fois plus importante que les autres rias principales des Marlborough Sounds.
Sa profondeur moyenne est de quarante mètres, mais elle varie de moins de dix mètres dans le fond de ria jusqu'à des profondeurs ponctuelles de 90 mètres à l'entrée de la baie, même si des hauts fonds à trente mètres de profondeur subsistent en partie aval.
L'entrée de la baie est matérialisée par les pointes de Te Akaroa, au nord-ouest, et de Kaitira, au sud-est.
De nombreux bras de mer annexes font partie du système du Pelorus. La baie de Kenepuru est située très en amont, sur la rive droite, c'est-à-dire orientale du Pelorus. Celle de Tennyson est située à l'autre extrémité, en rive gauche et à proximité de l'embouchure de la baie,.
En comptant tout son bassin versant, la baie de Pelorus mesure 1 985,8 kilomètres carrés, dont 1651,8 de terres émergées et 334 kilomètres carrés d'eau.

La baie de Pelorus vue du ciel
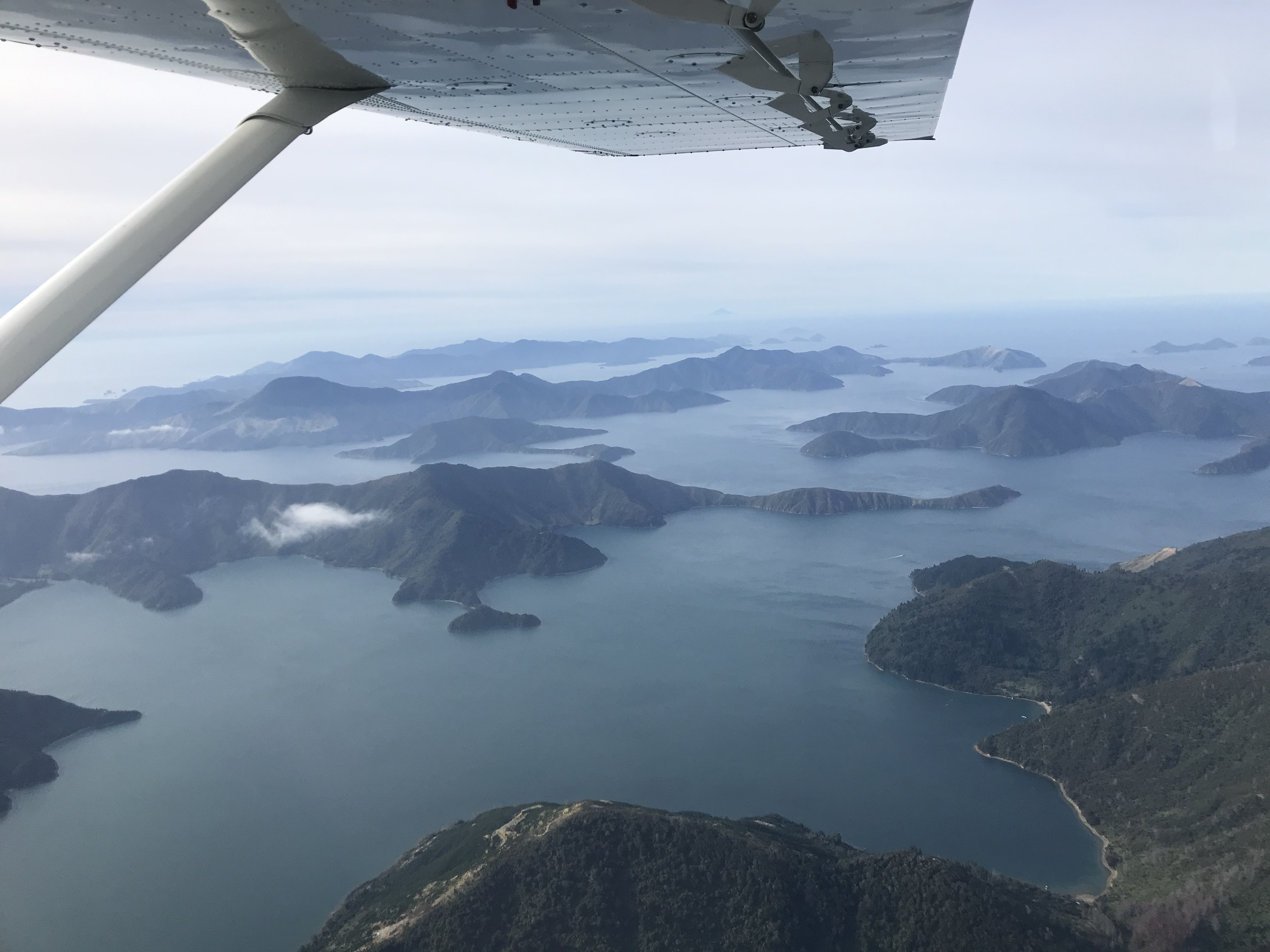
Vue d'avion de la partie centrale de la baie de Pelorus, avec à l'extrême gauche North West Bay, en bas à droite South East Bay, et en haut à droite Kauauroa Bay.
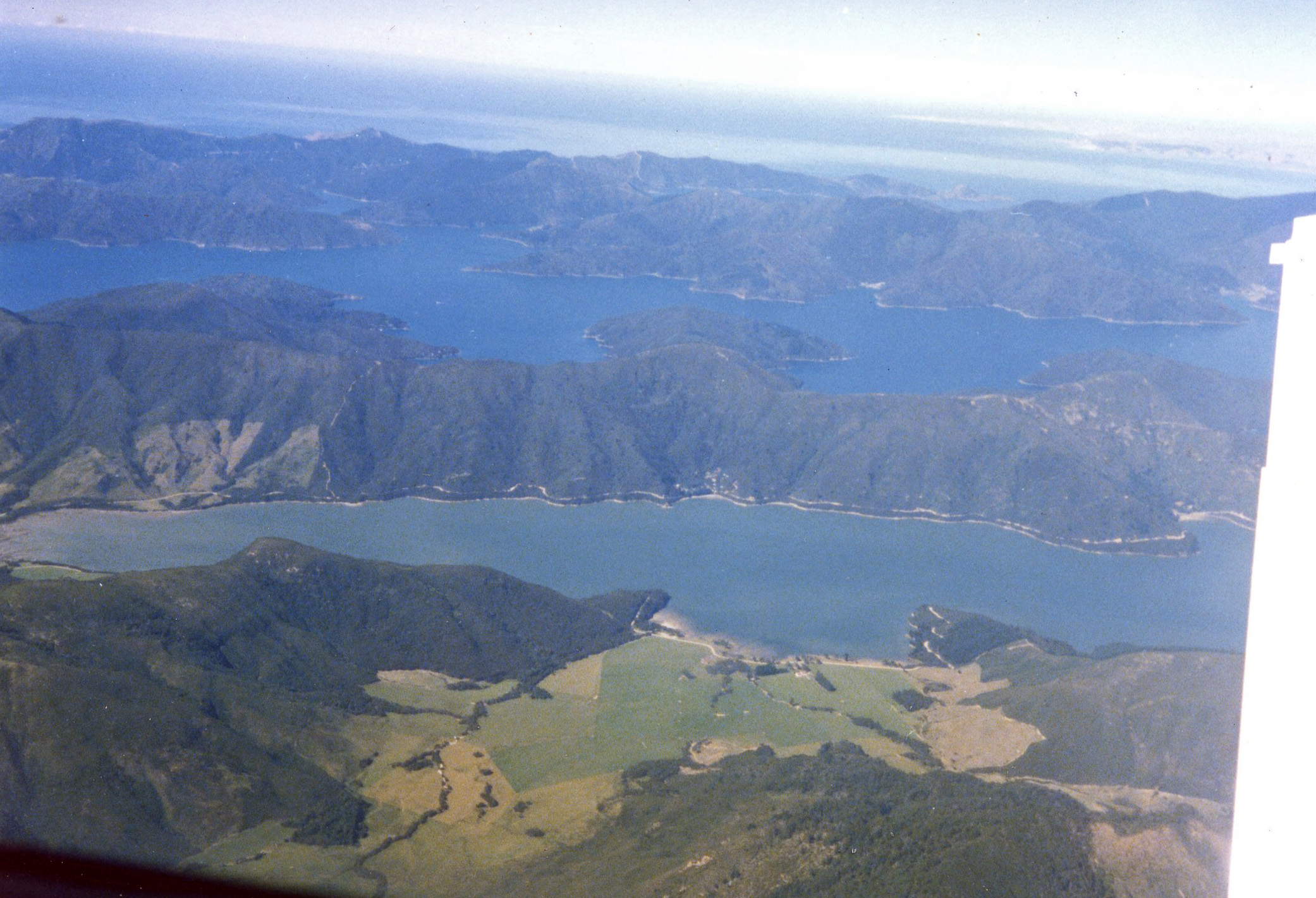
Vue d'avion en direction du sud ; au premier plan, la baie de Kenepuru, plus précisément la baie d'Ohauparuparu ; au second plan, la baie de Tōtaranui.
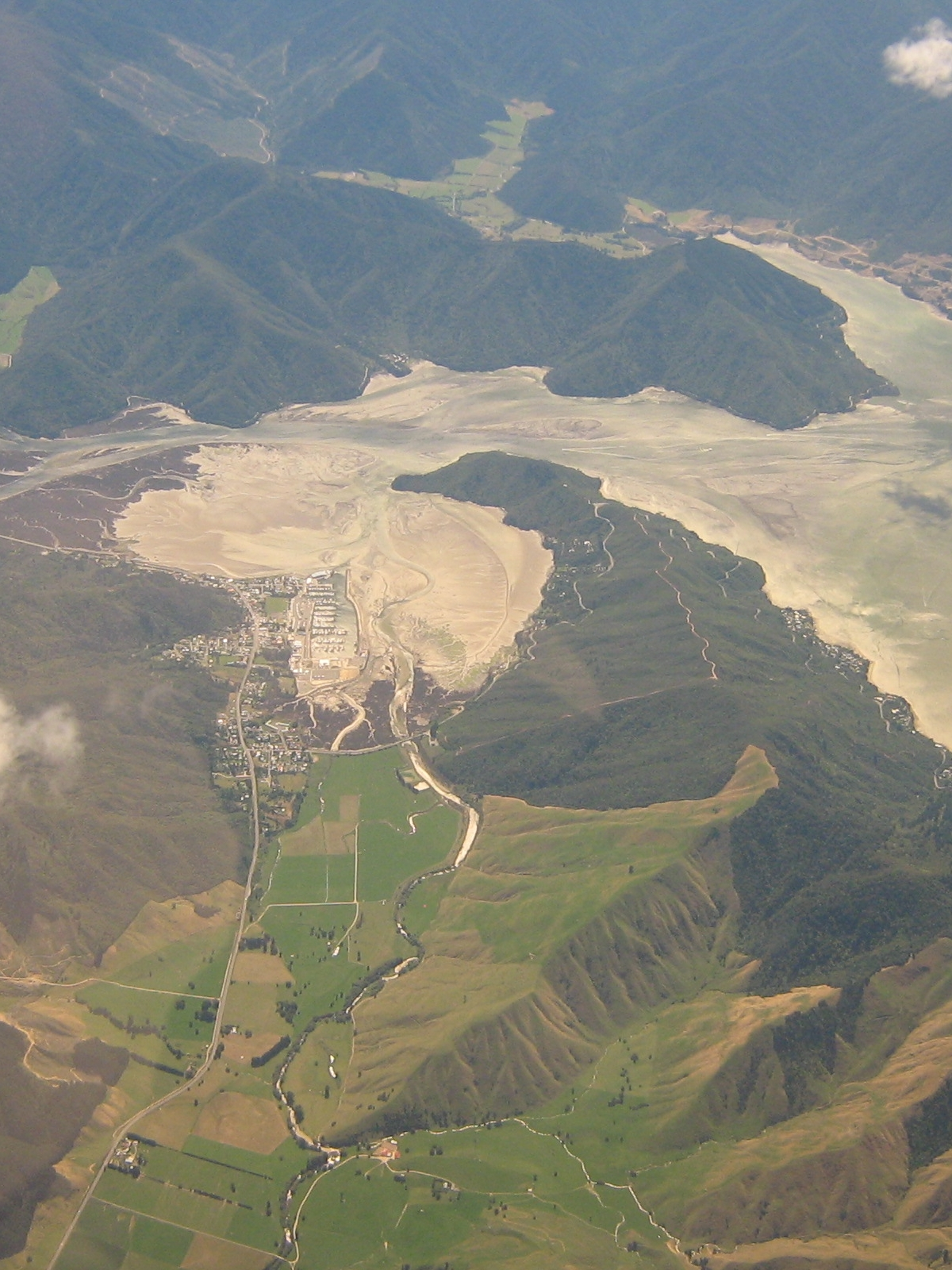
Le port de Havelock vu du sud à marée basse.

## Toponymie
Le nom de « Pelorus » est celui du premier navire européen ayant remonté le bras de mer en 1838. Le nom maori Te Hoiere signifie « la longue pagaie ».

## Morphologie et hydrologie
L'abondance des rivières se jetant dans la baie de Pelorus, particulièrement en fond de ria, joue beaucoup dans la salinité du bras de mer. La circulation tidale étant assez complexe, la durée de rétention de l'eau varie suivant les points entre six et vingt-et-un jours. La température augmente globalement de l'embouchure vers la tête de la baie ; toutefois, en hiver, c'est l'inverse qui se produit et les eaux les plus froides sont celles du fond de baie. La salinité, quant à elle, diminue quelle que soit la saison en remontant vers la tête de la ria ; cette diminution est légèrement plus marquée en hiver, du fait d'un débit plus important,. Ainsi, dans le bras d'Havelock, une salinité minimale de 25,5 g/L a été mesurée en été, mais elle a été mesurée à 18 g/L en hiver.
Le Pelorus, comme toute la partie occidentale des Sounds, est liée au système amphidromique de la côte occidentale, la marée de crue se déplaçant vers le sud.
D'un point de vue morphologique, la tête de la baie de Pelorus, où est bâtie Havelock, est un delta, dans lequel confluent les fleuves Pelorus et Kaituna.

## Faune et flore
La faune et la flore marine sont plus développées dans la partie aval de la ria. Les eaux intérieures du Pelorus sont en effet plus turbides et présentent moins de rocs sur lesquels les plantes et les animaux peuvent constituer leur habitat.

Végétation de la baie de Pelorus
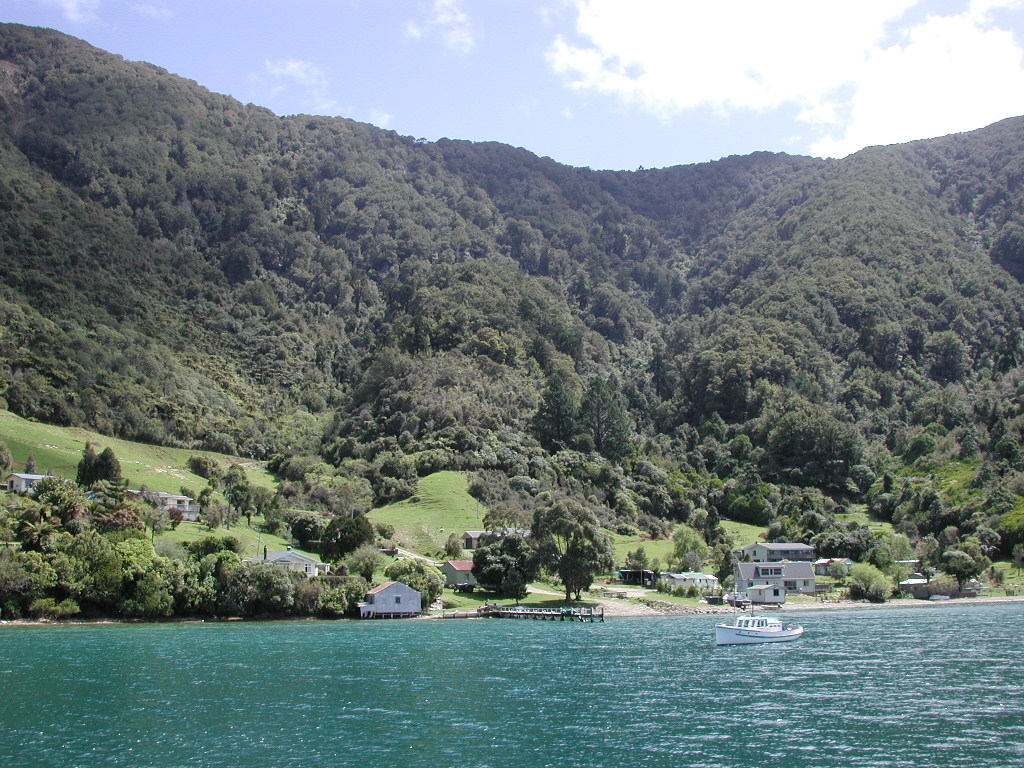
La forêt dominant la baie de Waihinau, en rive gauche dans la partie aval de la ria de Pelorus.
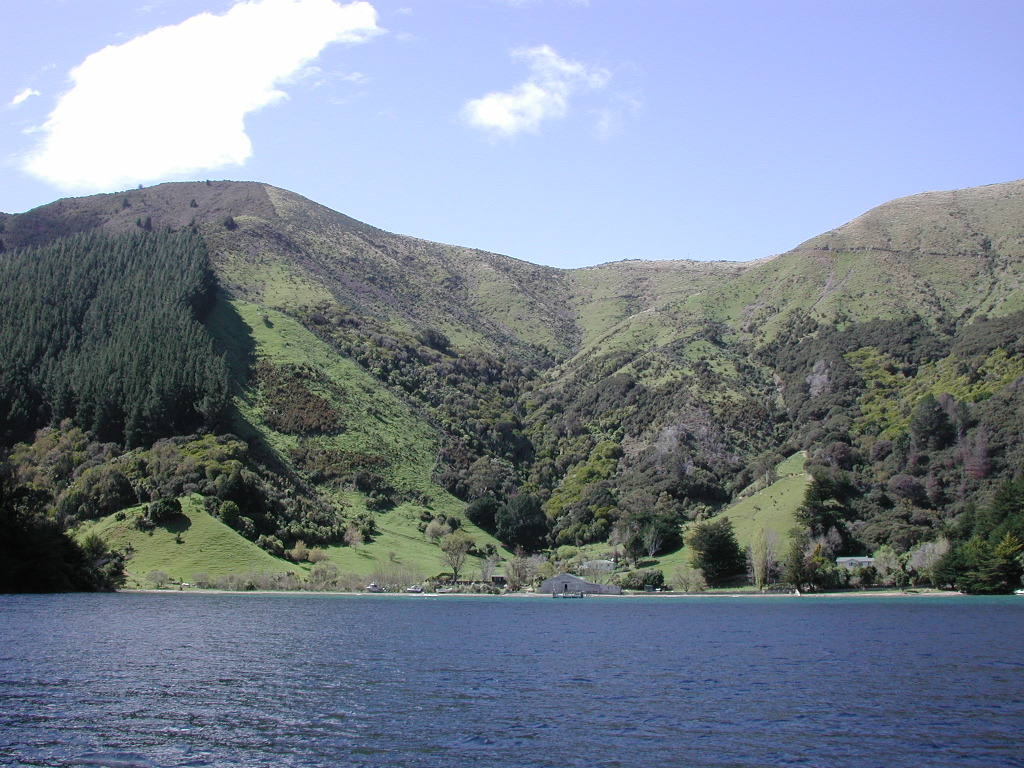
Les pentes de Richmond Bay, en rive droite, déboisées partiellement et parfois reboisées en pins.
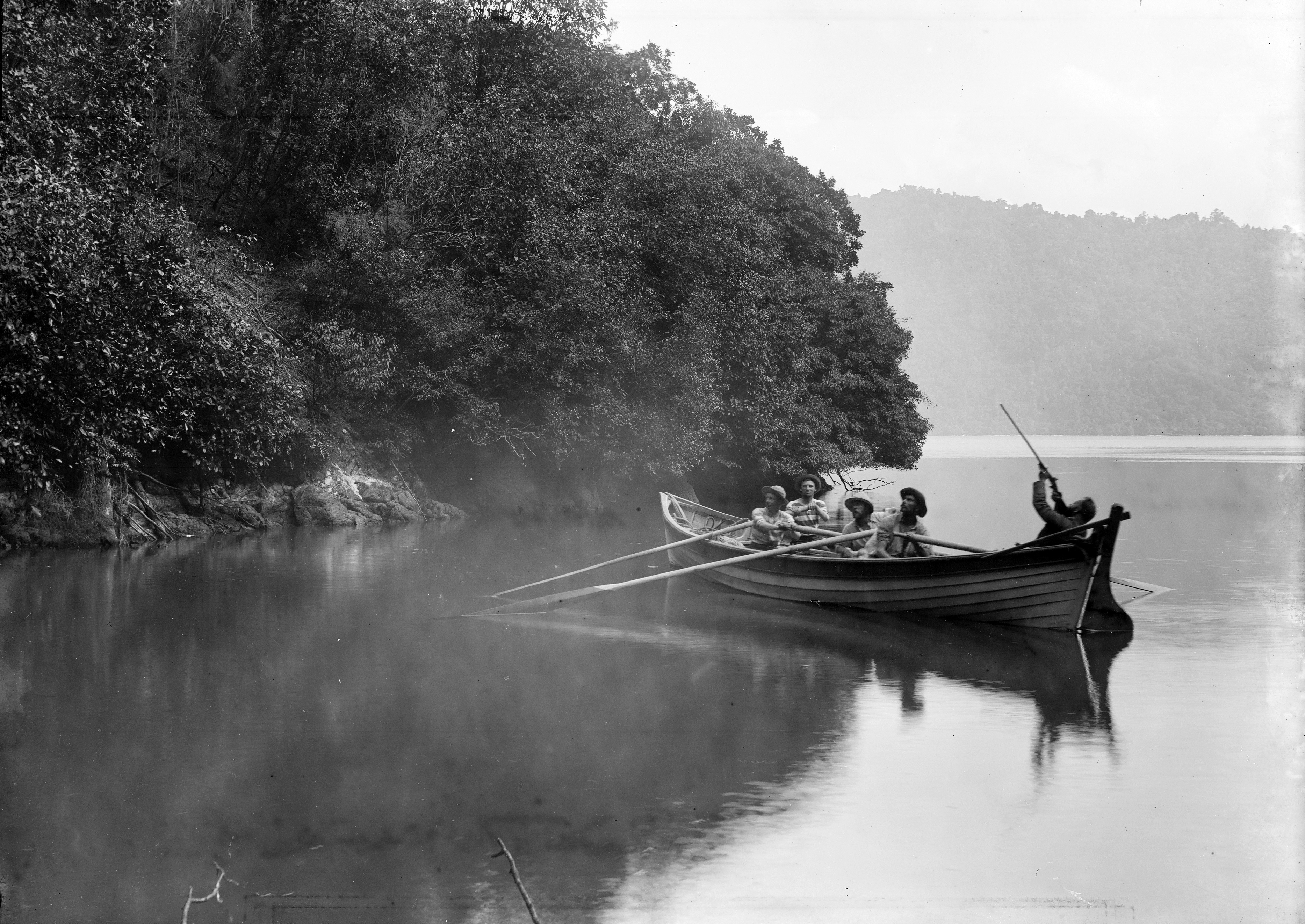
Shag Cove, en partie centrale et en rive gauche du Pelorus, en 1906.
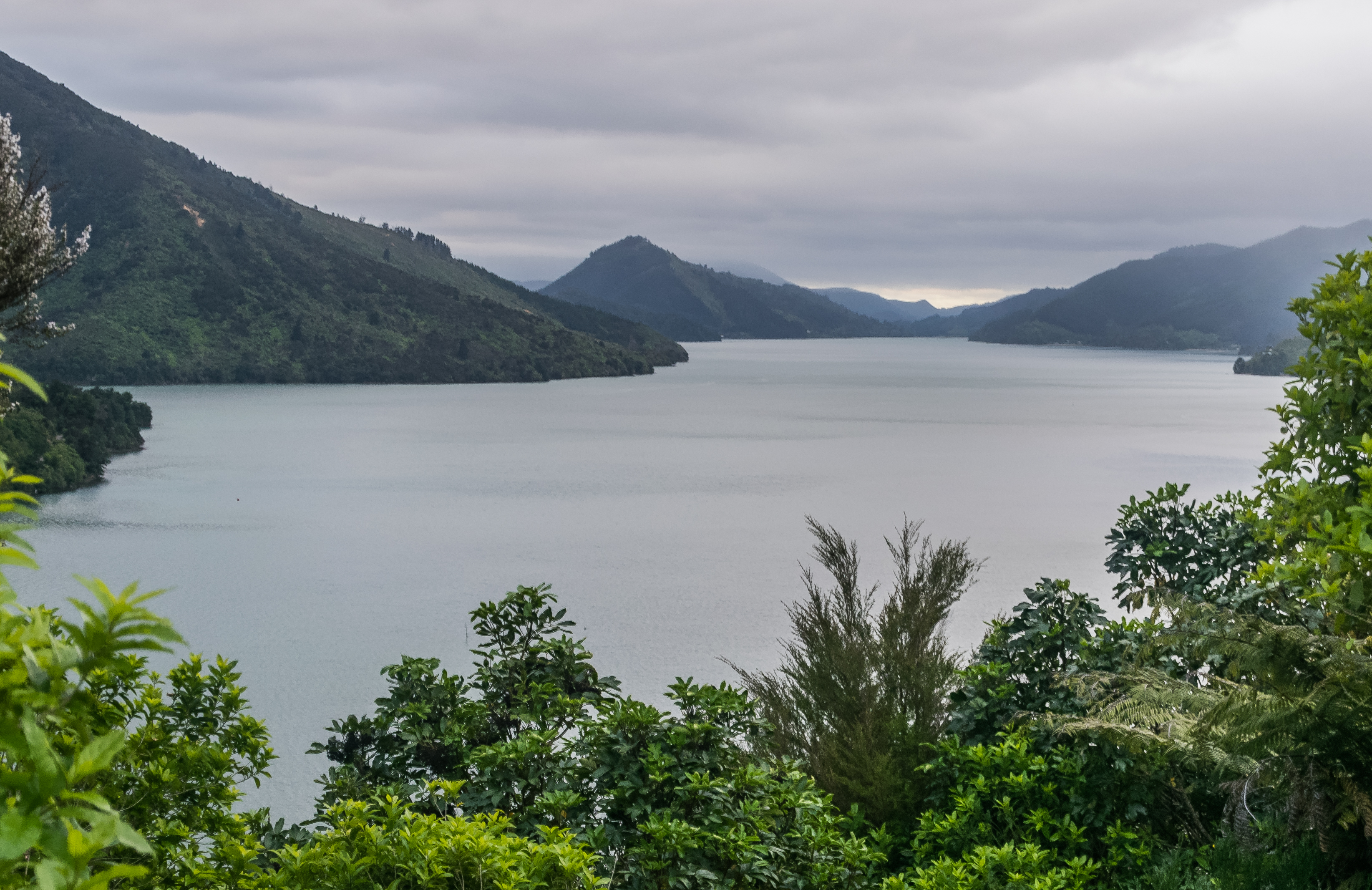
La végétation de Cullen Point, en fond de ria, en direction de l'est.
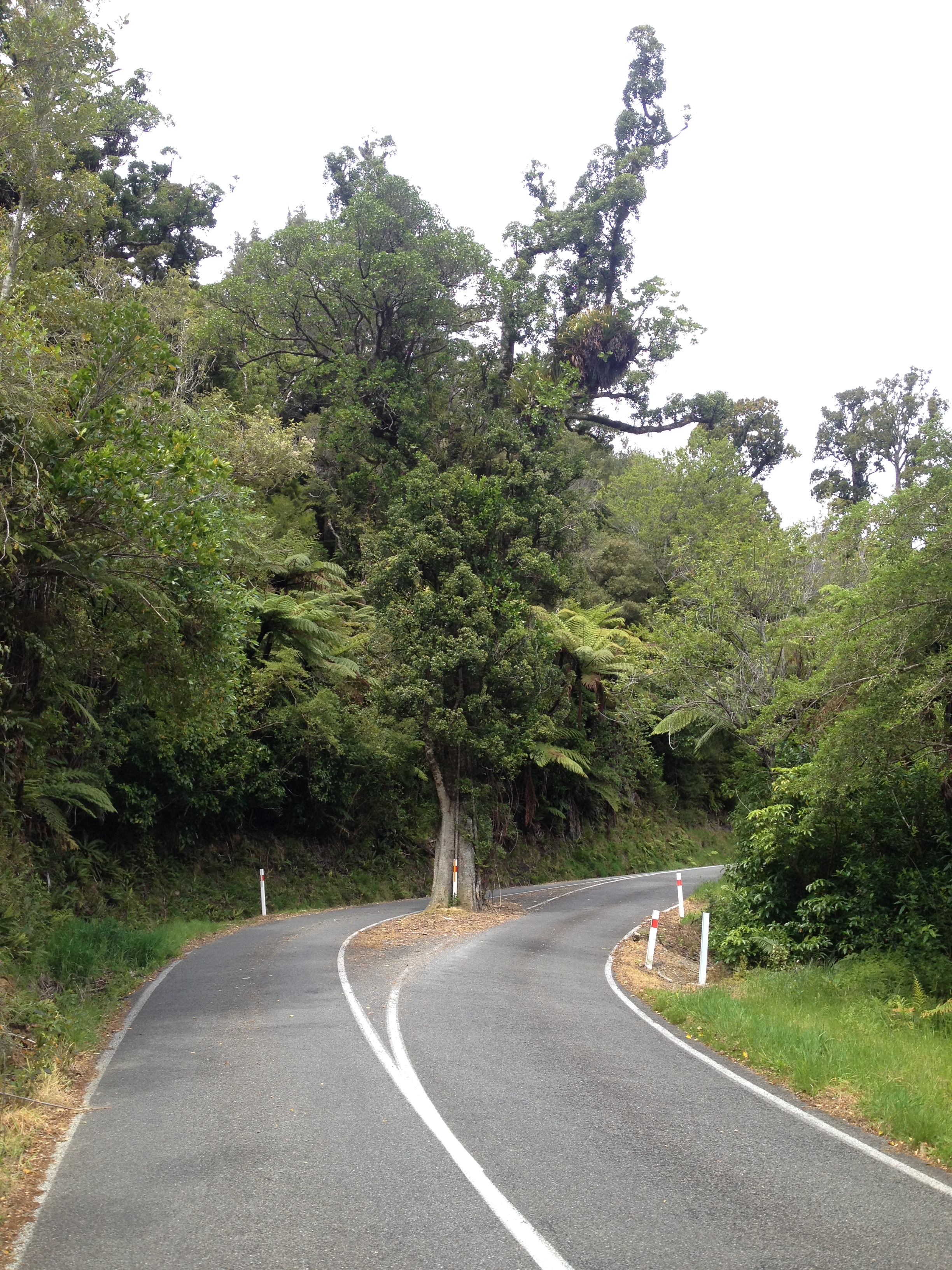
La route d'accès à la baie de Tennyson se séparant en deux pour laisser pousser au milieu un arbre.

La moule verte est endémique de Nouvelle-Zélande et le Pelorus constitue, de loin, la première zone mytilicole nationale, avec 645 fermes occupant un total de cinq mille hectares environ. La plupart des fermes sont situées à une distance du rivage comprise entre cinquante et deux cent cinquante mètres.

La faune de la baie de Pelorus
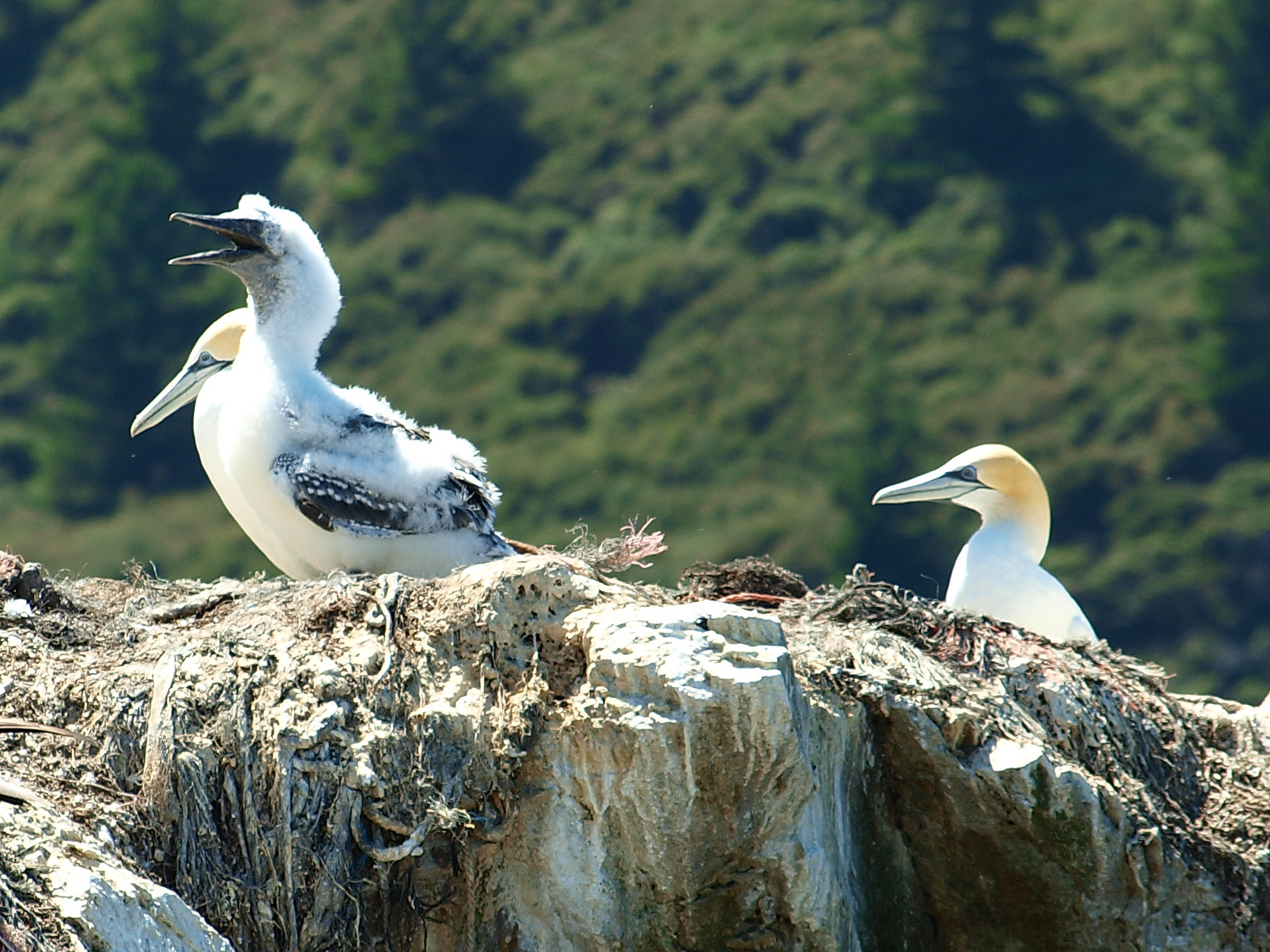
Colonie de fous austraux sur les rives de la baie de Pelorus.
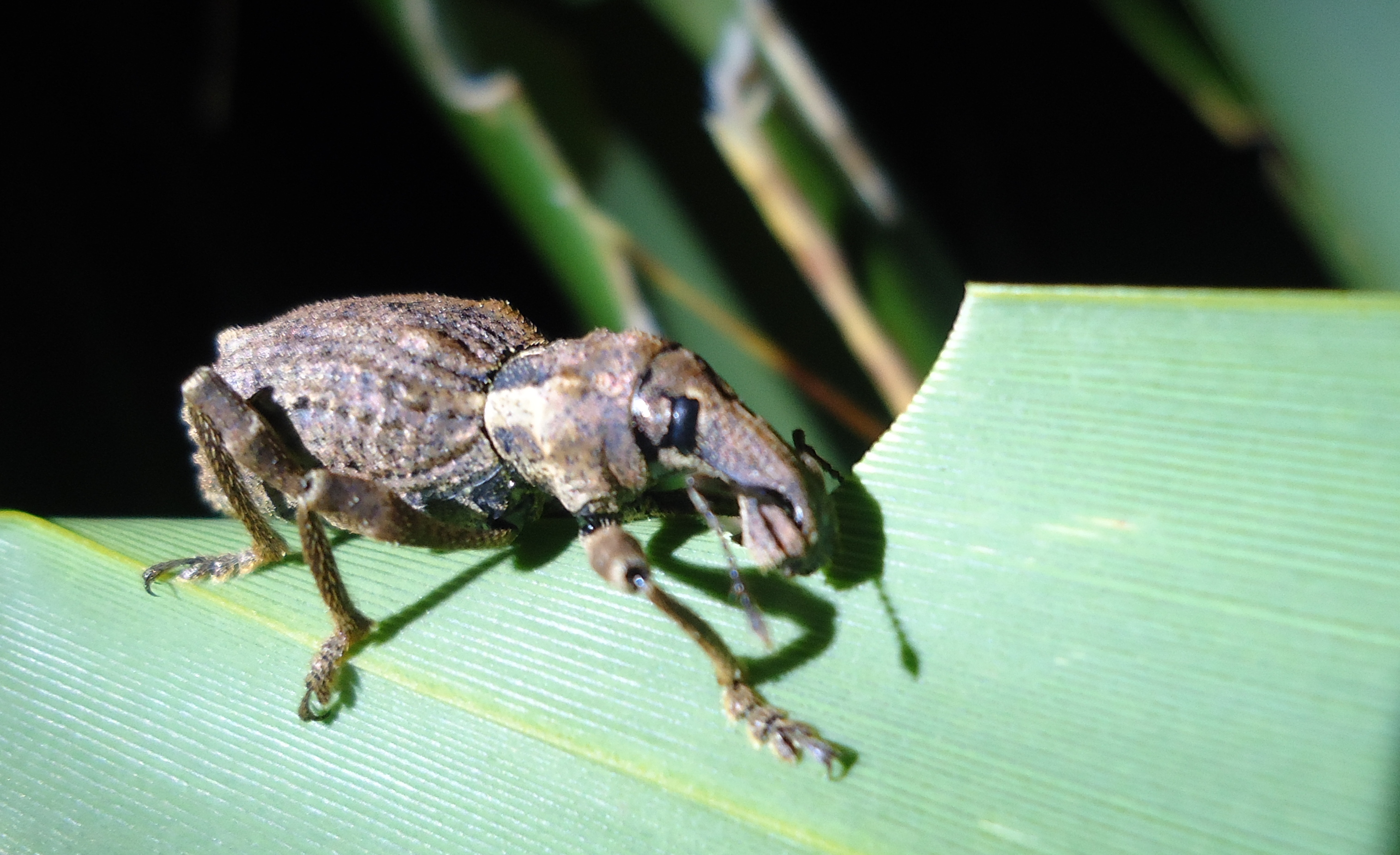
Charançon du lin sur l'île de Maud.
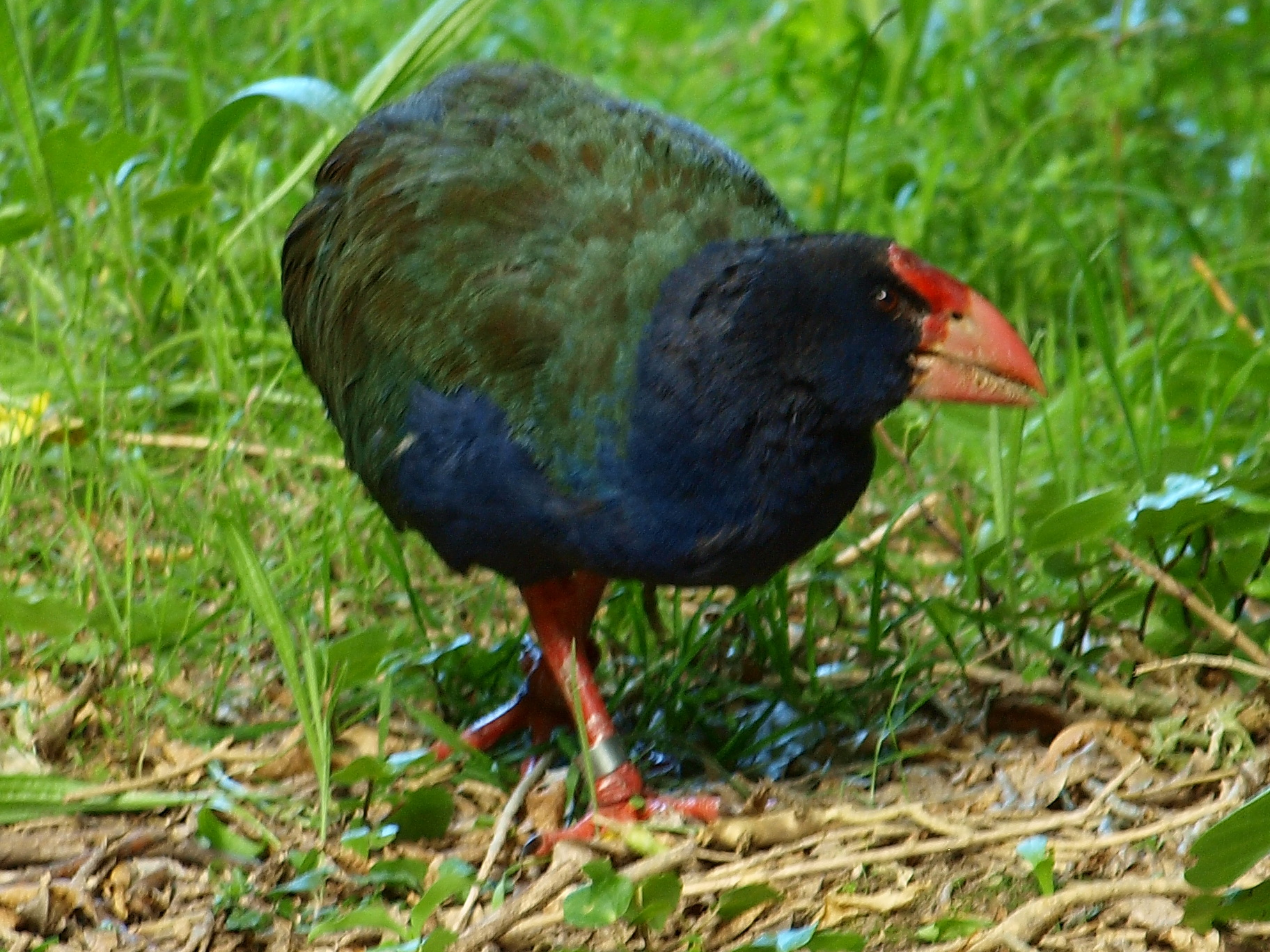
Takahé du Sud sur l'île de Maud.
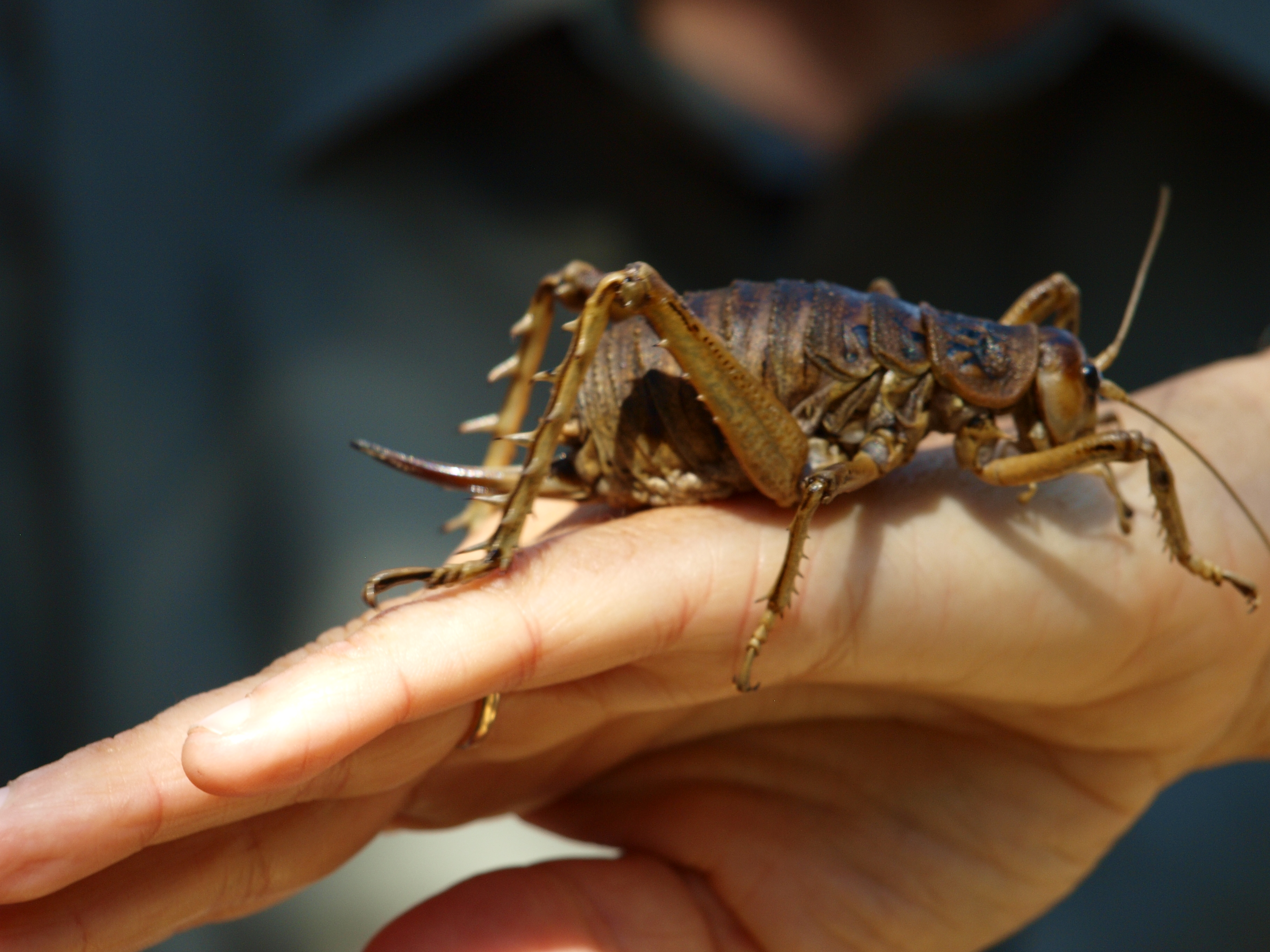
Weta géant observé également sur l'île de Maud.

## Activités humaines
Les abords du Pelorus ont suivi une évolution écologique à peu près semblables durant les XIXe et XXe siècles. Dans un premier temps, la forêt originelle est défrichée au XIXe et au début du XXe siècle, puis l'élevage extensif ovin est pratiqué, avec brûlage régulier des broussailles et application de superphosphate jusqu'au milieu du XXe siècle ; à partir de 1950, une régénération forestière est menée, principalement en pins, durant la seconde moitié du XXe siècle, puis en favorisant les essences indigènes.
L'envasement s'est fortement accru dans la baie à la suite de la déforestation des pentes du bassin-versant aux XIXe et XXe siècles, particulièrementen partie haute de la baie, où la houle est trop faible pour empêcher le dépôt de particules en fond de ria,.

#### Généralités
- [Belinda Kiri Sutherland 2000] (en) Belinda Kiri Sutherland, The effects of changing resource use in the Marlborough Sounds, Canterbury, Université de Canterbury, 2000, 197 p. (lire en ligne)

#### Géologie, morphologie
- [Lionel Carter 1976] (en) Lionel Carter, « Seston transport and deposition in Pelorus sound, south Island, New Zealand », New Zealand Journal of Marine and Freshwater Research, vol. 10, no 2,‎ 15 novembre 1976, p. 263-282 (ISSN 0028-8330, DOI 10.1080/00288330.1976.9515612, lire en ligne)
- [R. A. Heath 1985] (en) R. A. Heath, « A review of the physical oceanography of the seas around New Zealand — 1982 », New Zealand Journal of Marine and Freshwater Research, vol. 19, no 1,‎ 1985, p. 79-124 (ISSN 0028-8330, DOI 10.1080/00288330.1985.9516077, lire en ligne)
- [Handley, Gibbs, Swales, Olsen, Ovenden & Bradley 2017] (en) Sean J. Handley, Max M. Gibbs, Andrew Swales, Greg Olsen, Ron Ovenden et Anna Bradley, A 1,000 year history of seabed change in Pelorus Sound/Te Hoiere, Marlborough, Taihoro Nukurangi, avril 2017, 136 p. (DOI 10.13140/RG.2.2.32135.65443, lire en ligne)

#### Flore et faune
- [Hickman, Waite, Illingworth, Meredyth-Young & Payne 1991] (en) R. W. Hickman, R. P. Waite, J. Illingworth, J. L. Meredyth-Young et G. Payne, « The relationship between farmed mussels, Perna canaliculus, and available food in Pelorus-Kenepuru Sound, New Zealand, 1983–1985 », Aquaculture, vol. 99, nos 1-2,‎ 15 novembre 1991, p. 49-68 (ISSN 0044-8486, DOI 10.1016/0044-8486(91)90287-H, lire en ligne)
- [Safi & Gibbs 2003] (en) Karl A. Safi et Max M. Gibbs, « Importance of different size classes of phytoplankton in Beatrix Bay, Marlborough Sounds, New Zealand, and the potential implications for the aquaculture of the mussel, Perna canaliculus », New Zealand Journal of Marine and Freshwater Research, vol. 37, no 2,‎ juin 2003, p. 267-272 (ISSN 1175-8805, DOI 10.1080/00288330.2003.9517164, lire en ligne)
- [Safi & Booker 2010] (en) Karl A. Safi et B. Hayden, « Differential grazing on natural planktonic populations by the mussel Perna canaliculus », Aquatic Biology, vol. 11,‎ 14 décembre 2010, p. 113-125 (ISSN 1864-7790, DOI 10.3354/aei00066, lire en ligne)
- [Zeldis, Hadfield & Booker 2013] (en) J. R. Zeldis, M. G. Hadfield et D. J. Booker, « Influence of climate on Pelorus Sound mussel aquaculture yields: predictive models and underlying mechanisms », Aquaculture environment interactions, vol. 4,‎ 18 juin 2013, p. 1-15 (ISSN 1869-7534, DOI 10.3354/aei00066, lire en ligne)
- [Watts, Goldstien & Hopkins 2015] (en) A. M. Watts, S. J. Goldstien et G. A. Hopkins, « Characterising biofouling communities on mussel farms along an environmental gradient: a step towards improved risk management », Aquaculture environment interactions, vol. 8,‎ 14 décembre 2015, p. 15-30 (ISSN 1869-7534, DOI 10.3354/aei00159, lire en ligne)
- [Stenton-Dozey & Broekhuizen 2021] (en) Jeanie Stenton-Dozey et Niall Broekhuizen, Provision of ecological and ecosystem services by mussel farming in the Marlborough Sounds : A litterature review in context of the state of the environment preand post-mussel farming, Marine Farming Association, 28 juillet 2021, 143 p. (lire en ligne)